# Pleurothallis calamifolia
Pleurothallis calamifolia är en orkidéart som beskrevs av Carlyle August Luer och Rodrigo Escobar. Pleurothallis calamifolia ingår i släktet Pleurothallis och familjen orkidéer. Inga underarter finns listade i Catalogue of Life.